# Ulltofskaktussläktet
Ulltofskaktussläktet (Eulychnia) är ett suckulent växtsläkte inom familjen kaktusväxter.

## Beskrivning
Arter inom ulltofskaktussläktet växer i regel upprätt men emellanåt något krypande, det senare gäller exempelvis äldre exemplar av brun ulltofskaktus. Stammarna är pelarlika och har 10 till 16 tydliga rundade åsar. Plantan blir i vissa fall allt från 4,5 till 6 meter långa och upp till 7,5 centimeter i diameter. Areolerna är ganska stora och sitter med mellanrum på 1,3 till 2,5 centimeter. De är fulla med vitt hår då de är unga, och i de flesta fall är detta hår borta helt och hållet hos äldre exemplar. Varje areol har 10 till 16 taggar som sitter spridda. I regel finns det dock en lång centraltagg som pekar rakt ut från plantan och är mellan 5 och 15 centimeter lång. Färgen på taggarna varierar, från olika vita nyanser till brunt, ofta med svart spets. Blommorna är klockformade och inte särskilt vida i öppningen. De är ungefär 5 till 7,5 centimeter långa, upp till 5 centimeter i diameter och vita eller rosa. Blompipen är oftast täckt av vitt eller brunt, silkeslent hår som sitter vid fjällen. Detta hår påminner om det som sitter på växtkroppen hos unga exemplar. Den köttiga frukten är omkring 5 till 6,5 centimeter i diameter. På utsidan är den mycket lik blompipens bas.

## Förekomst
Arterna inom detta släkte finner man huvudsakligen i norra Chile. En art, E. ritteri hör hemma i det närliggande Peru. De finns i kustområdena såväl som i inlandet på torra bergssluttningar, men sällan högre än 1000 meter över havet. De växer tillsammans med annan vegetation, och även med andra kaktusar.

## Odling
Ulltofskaktusar förökas mestadels med frö. De är inte alls svåra att odla, även om de långt ifrån kan kallas snabbväxande, inte ens om de inplanteras. De föredrar sandig humus och normal vattning från vår till höst. Till dess att plantorna är fem år gamla bör de stå under lätt skugga. Hålls de torra klarar de temperaturer ner till 8 °C och till och med lite lägre under vintertid.

## Taxonomi
Under åren har vissa ändringar skett inom taxonomin och detta släkte ingår numera i släktet Eulychnia:
- Philippicereus Backeb. 1942